# Chusaris minoralis
Chusaris minoralis là một loài bướm đêm trong họ Noctuidae.